# ウタタネ
『ウタタネ』は、日本のRYTHEMが2004年6月23日にソニー・ミュージックアソシエイテッドレコーズから発売した1枚目のスタジオ・アルバム。

## 内容
メジャー・デビューから約1年1ヶ月を経て発売された、初のスタジオ・アルバム。メジャー・デビュー後の既発シングル5作のタイトルチューン・C/W曲を含む全13曲を収録しているが、2ndシングル「てんきゅっ（ニューサマー便）/小麦色のラブソング」の内、「てんきゅっ（ニューサマー便）」のみ未収録で、当曲の原型である1stシングル「ハルモニア」C/W曲「てんきゅっ」が収録されている。初回プレス仕様はデジパックを模った超豪華絵本仕様で発売。発売当時はレーベルゲートCD2の規格で発売されたが、同年11月に所属レコード会社のSMEJが廃止を発表。その後、2005年7月7日に通常のCD-DAの規格で再発売された。
シングル・アルバムを通じて自身初のオリコントップ10入りを果たした。

## 収録曲
1. 風船雲 [4:02]
作詞・作曲：RYTHEM
編曲：CHOKKAKU
コーラスアレンジ：灰野愛子
2. ハルモニア [4:14]
作詞・作曲：RYTHEM
編曲：CHOKKAKU
1stシングルの表題曲。
3. 一人旅シャラルラン [4:33]
作詞：RYTHEM
作曲：RYTHEM、Ikoman
編曲：清水信之
4thシングルの表題曲。
4. 万華鏡キラキラ [4:32]
作詞・作曲：RYTHEM
編曲：CHOKKAKU
ベーシックアレンジ：absolute3
5thシングルの表題曲。
5. Circulate [4:37]
作詞・作曲：RYTHEM
編曲：CHOKKAKU
6. 小麦色のラブソング [6:15]
作詞・作曲：RYTHEM
編曲：清水信之
ベーシックアレンジ：absolute3
両A面による2ndシングルの表題2曲目。
7. EVERY [4:53]
作詞・作曲：RYTHEM
編曲：清水信之
4thシングルのカップリング曲。
8. てんきゅっ [4:05]
作詞・作曲：RYTHEM
編曲：CHOKKAKU
1stシングルのC/W曲。
9. ブルースカイ・ブルー [3:20]
作詞：なかにし礼
作曲：宮川泰
編曲：清水信之
3rdシングルの表題曲。
10. 青春時代 [4:58]
作詞・作曲：RYTHEM
編曲：清水信之
11. 女友達 [4:35]
作詞：なかにし礼
作曲：RYTHEM
編曲：清水信之
3rdシングルのC/W曲。
12. ラプンツェル [5:01]
作詞・作曲：RYTHEM
編曲：CHOKKAKU
コーラスアレンジ：灰野一平
5thシングルのC/W曲。
13. 自由詩 [6:09]
作詞・作曲：RYTHEM
編曲：清水信之

## 参加ミュージシャン
RYTHEM
- RYTHEM：Piano (#13)
- YUI：Vocal (全曲)
- YUKA：Vocal (全曲)

Additional Musician
- CHOKKAKU：Sound Produced & Programming & Instruments (#1,2,4,5,8)
- 清水信之：Sound Produced & Drums & Fender Bass & Keyboards & Percussions (#3,6,7,10,11,13)、Guitars (#3,6,7,10,13)、Second line drums & Ukulele & 三線 (#9)、Mandoline (#11)、Chorus (#10)
- 知野芳彦：Guitar (#1,5,8,12)
- 佐々木章：Guitar (#4)
- 吉川忠英：Guitar & Mandoline (#1)
- 佐橋佳幸：Guitar & Pedal Steel Guitar (#10)
- キヨシ小林：Steel Guitar (#9)
- 種子田健：Bass (#1,2,4,5,8,12)
- そうる透：Drums (#1,4,5,8,12)
- 杉野寿之：Drums (#2)
- 佐藤芳明：French Accordion (#5)
- 弦一徹ストリングス：Strings (#3,4,5)
- RUSH by TAKASHI KATO：Strings (#2)
- 山本拓夫：Sax (#7,8)、Flute (#1)、Clarinet (#9)
- 西村浩二：Trumpet (#7)、Flugel Horn (#1)
- エリック・ミヤシロ：Trumpet (#8)
- 菅坡雅彦：Trumpet (#9)
- 村田陽一：Trombone (#7,8,9)
- 佐藤潔：Tuba (#9)

## タイアップ
- テレビ東京系列アニメ『NARUTO-ナルト-』2代目エンディングテーマ (#2)
- 日本テレビ系列水曜ドラマ『光とともに…〜自閉症児を抱えて〜』主題歌 (#4)
- NHK総合テレビジョン連続テレビ小説『てるてる家族』主題歌 (#9)

## 映像作品

### 内容
初の映像作品。
既発シングルの表題曲のミュージック・ビデオとメイキング映像、スポットCM映像のほか、メジャー・デビューから1年間のドキュメンタリー映像が収録されている。
2005年4月13日にUMD MUSIC規格で『ウタタネのメ』として再発売された。

### 収録映像曲
1. 朗読1
2. 万華鏡キラキラ
3. 朗読2
4. ハルモニア
5. 朗読3
6. 小麦色のラブソング
7. 朗読4
8. 一人旅シャラルラン
9. てんきゅっ（ニューサマー便）
10. 万華鏡キラキラ
11. ハルモニア
12. 小麦色のラブソング
13. 一人旅シャラルラン
14. てんきゅっ（ニューサマー便）
15. The document of RYTHEM 2003-2004
16. ハルモニア (TV SPOT)
17. てんきゅっ（ニューサマー便）(TV SPOT)
18. 一人旅シャラルラン (TV SPOT)
19. 万華鏡キラキラ (TV SPOT)
20. ウタタネ (TV SPOT)
21. ハルモニア (TV SPOT)
22. てんきゅっ（ニューサマー便）(TV SPOT)
23. 一人旅シャラルラン (TV SPOT)
24. 万華鏡キラキラ (TV SPOT)
25. ウタタネ (TV SPOT)